# Drôle de poussin
Pour plus de détails, voir Fiche technique et Distribution.
Drôle de poussin (titre original : Chicken in the Rough) est un court métrage américain d'animation réalisé par  Jack Hannah, sorti en 1951.
Produit par Walt Disney et diffusé par RKO Radio Pictures, ce dessin animé fait partie de la série Tic et Tac. 

## Synopsis
Tic et Tac ont amassé des noix, mais elles sont tombées dans le poulailler.

## Fiche technique
- Titre : Drôle de poussin
- Titre original : Chicken in the Rough
- Autres titres[1] :
  -  Finlande : Kananpoika pinteessä, Kananpojan hankaluudet, Taku tipuna, Tipu ja taku
  -  Suède : En Ovanlig kyckling, Piff och Puff i hönsgården, Skandal i hönsgården
- Série : Tic et Tac
- Réalisateur : Jack Hannah
- Scénario : Nick George, Bill Berg
- Animateur : Bob Carlson, Bill Justice, Judge Whitaker
- Décors : Ray Huffine
- Layout : Yale Gracey
- Effets d'animation : George Rowley
- Musique : Joseph Dubin
- Voix : Dessie Flynn (Tac), James MacDonald (Tic)
- Producteur : Walt Disney
- Société de production : Walt Disney Productions
- Société de distribution : RKO Radio Pictures
- Pays d'origine :  États-Unis
- Langue : (en)
- Format : couleur (Technicolor) — Son : mono (RCA Sound System)
- Durée : 7 min
- Dates de sortie : 
  - États-Unis : 19 avril 1951[2]

## Voix françaises
- Béatrice Belthoise : Tic
- Philippe Videcoq : Tac

## À noter
- Ce court métrage est le premier de la série Tic et Tac.